# Pavel Albieri
Pavel Albieri, vl. jm. Jan Mucek (1. srpna 1861 Jaroměř – 21. října 1901 Smithville, Texas, USA), byl česko-americký spisovatel, básník, novinář a fotograf. Byl velmi aktivní a podnikavý. V mládí se proslavil řadou populárních, umělecky nepříliš hodnotných povídek, hlavně z vojenského prostředí. V letech 1884–89 vydával v Jaroměři a Hradci Králové regionální časopis Ratibor. Roku 1889 organizoval pobyt českých návštěvníků na Světové výstavě v Paříži, v roce 1895 působil jako korespondent Národopisné výstavy. V letech 1890–95 a po roce 1898 pobýval v USA, kde se zabýval obchodem a redigoval časopisy pro českou menšinu; do Čech zasílal cestopisy a reportáže, ilustrované fotografiemi a mapami. Tragicky zahynul při pádu pod vlak na dovolené v Texasu.

## Život
Narodil se 1. srpna 1861 v Jaroměři. Literárně tvořil od konce 70. let, povídky podepisoval pseudonymem Pavel Albieri. Umělecké jméno, vybrané v souladu s dobovou módou, pochází z latinského názvu pro Labe (Albis) s románskou koncovkou -ieri.

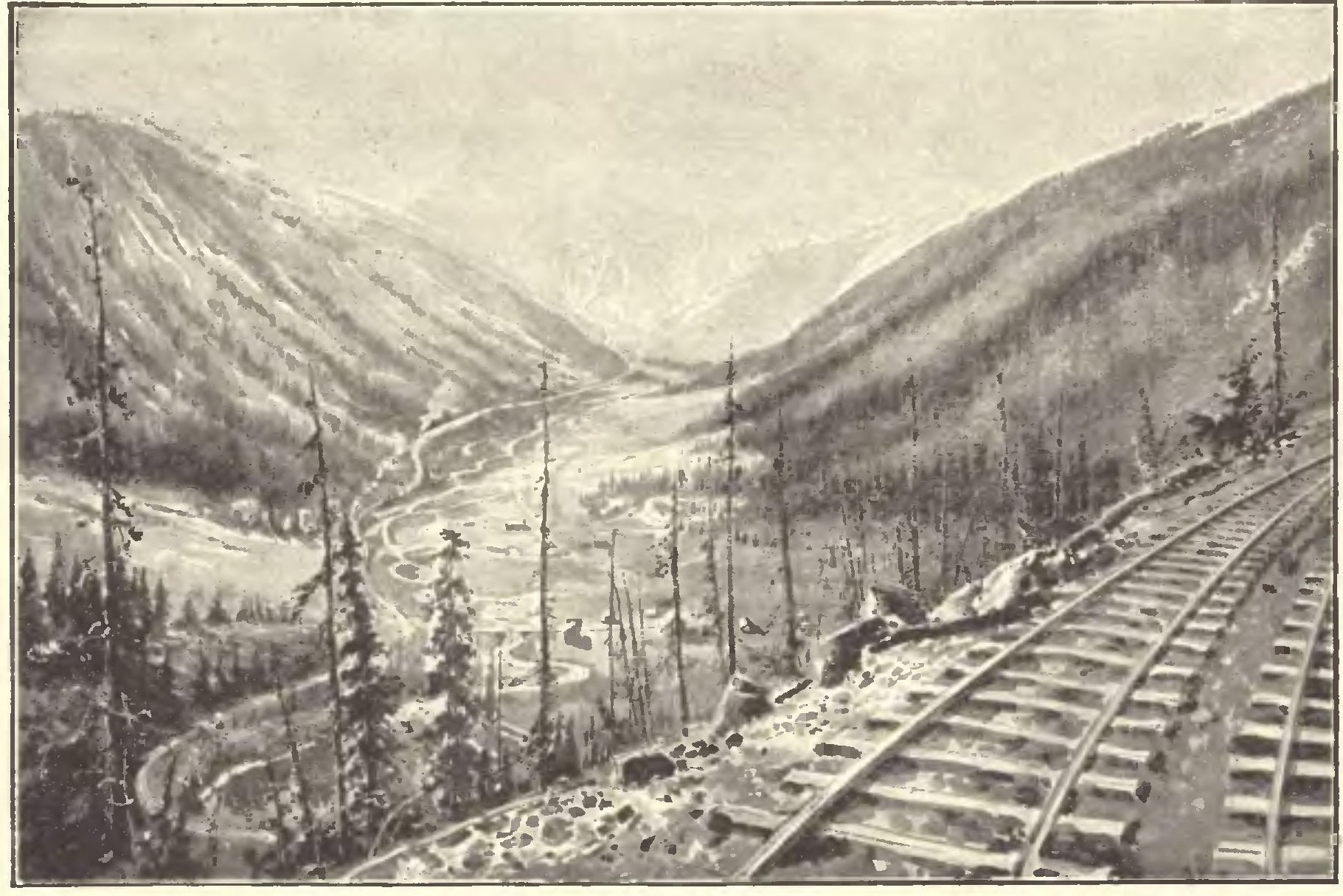
Pavel Albieri: Severní strana úzkorozchodné dráhy Marshall Pass, 1895

27. září 1884 začal v Jaroměři vydávat regionální týdeník Ratibor, zamýšlený jako protiváha dvou německých listů z Trutnova. Název připomíná podkrkonošského vladyku, kterého kněžna Libuše podle Rukopisu zelenohorského povolala k rozsouzení sporu mezi Chrudošem a Šťáhlavem.
15. června 1885 se v Praze oženil se spisovatelkou Pavlou Moudrou (oddával je katecheta a básník Vojtěch Pakosta, jedním ze svědků byl František Adolf Šubert – ředitel Národního divadla), která se za ním odstěhovala a pomáhala mu tento časopis vydávat. K 1. říjnu 1886 byl časopis přeložen do Hradce Králové a začal vycházet dvakrát týdně, o rok později se spojil s časopisem Podhořan z Rychnova nad Kněžnou. K 1. lednu 1889 prodal časopis Františku J. Peřinovi a krátce nato odešel z redakce. Nový majitel se pak v březnu 1889 distancoval od způsobu, kterým Albieri vymáhal své pohledávky za období do konce roku 1888.
V roce 1887 mu zemřel roční syn a jeho manželství s Pavlou Moudrou se rozpadlo.

Roku 1889 odjel do Paříže, kde ve spolupráci s místní Českoslovanskou besedou (Réunion Tchèque-Slave) organizoval pobyt českých návštěvníků na Světové výstavě. Později si tam za tím účelem zřídil vlastní firmu – Český spolek pro ubytování a provádění v Paříži Albieri & Choura.

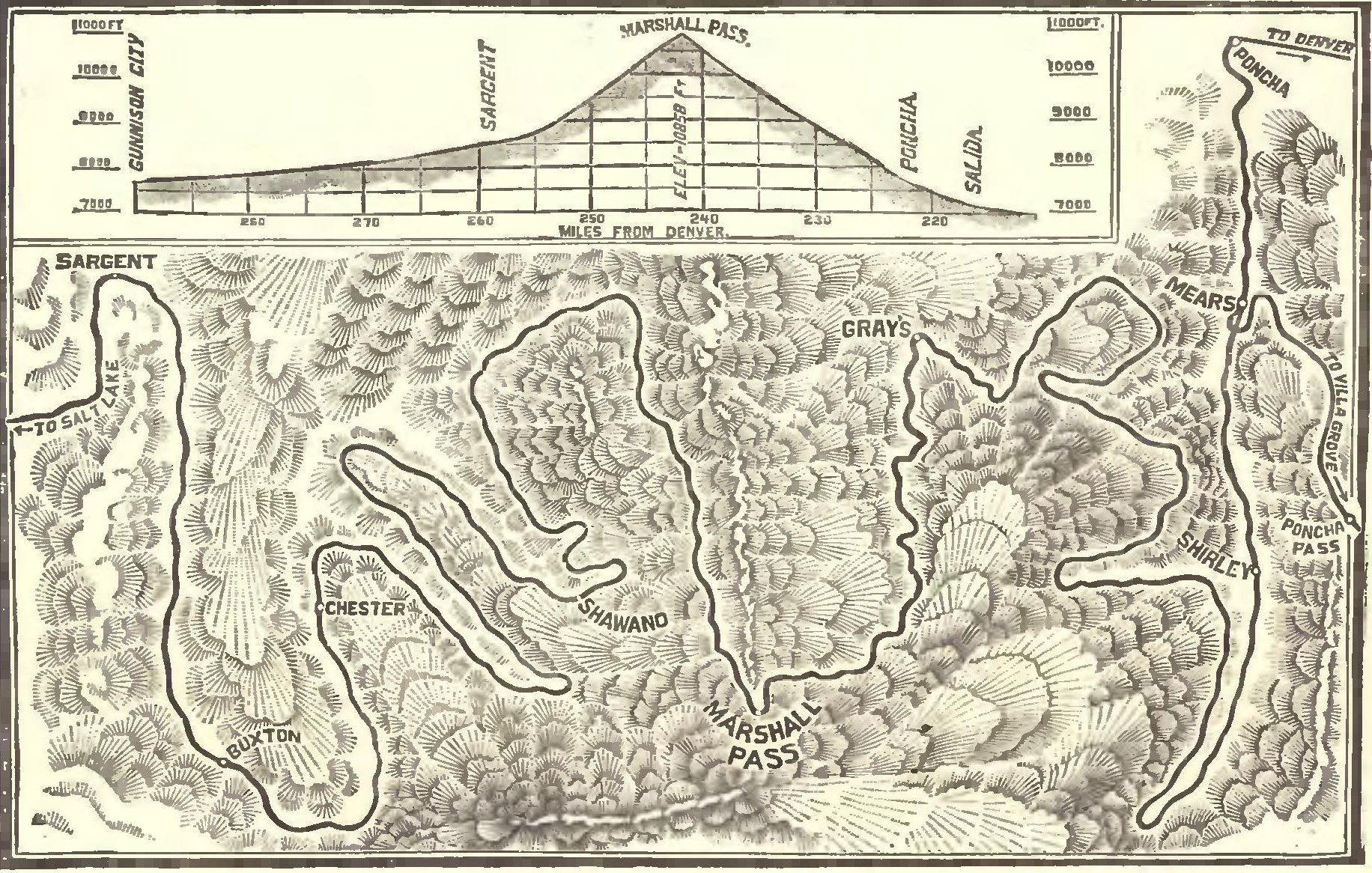
Schéma a profil trati Marshall Pass v Coloradu, publikováno jako ilustrace v knize Vlakem do výše věčného sněhu, 1895

Na počátku roku 1890 odjel poprvé do USA. Pracoval tam jako redaktor českých časopisů Svornost (Chicago, redaktor: August Geringer), Obzor (Saint Paul) a Chicagské listy.
Později se na čtyři roky vrátil do Čech, mimo jiné jako zpravodaj Národopisné výstavy 1895. (Roku 1898, po návratu do USA, vydal v časopise Americký obzor paměti o svém působení, v nichž se nelichotivě zmiňoval o některých funkcionářích této výstavy. Její někdejší místopředseda, Otakar Hostinský, se proti jeho nařčením jménem celého výboru ostře ohradil.)
V prosinci roku 1896 založil časopis Reforma, který měl po vzoru amerických novin vycházet v regionálních mutacích. Ke spolupráci se mu podařilo získat například Antonína Tůmu, který ve Vysokém Mýtě začal vydávat list Stráž na Vysokomýtsku. Celý projekt neslavně skončil už roku 1897.
Roku 1897 byl zvolen za člena výboru Umělecké besedy.
V roce 1898 odcestoval zpět do Ameriky. V New Yorku vydával Sborník americký, který ale po osmi číslech zanikl. Neúspěchem skončil i pokus vydávat v Clevelandu Pestré listy.
8. září 1898 se oženil s May Jaegerovou z New Yorku. Později se přestěhovali do Chicaga, kde Albieri získal místo reklamního agenta u firmy Josef Triner, výrobce hořkého vína. Bydleli na 799 Ashland Avenue. Zůstával v kontaktu s českou komunitou, s literární prací pro české publikum ale prakticky přestal.

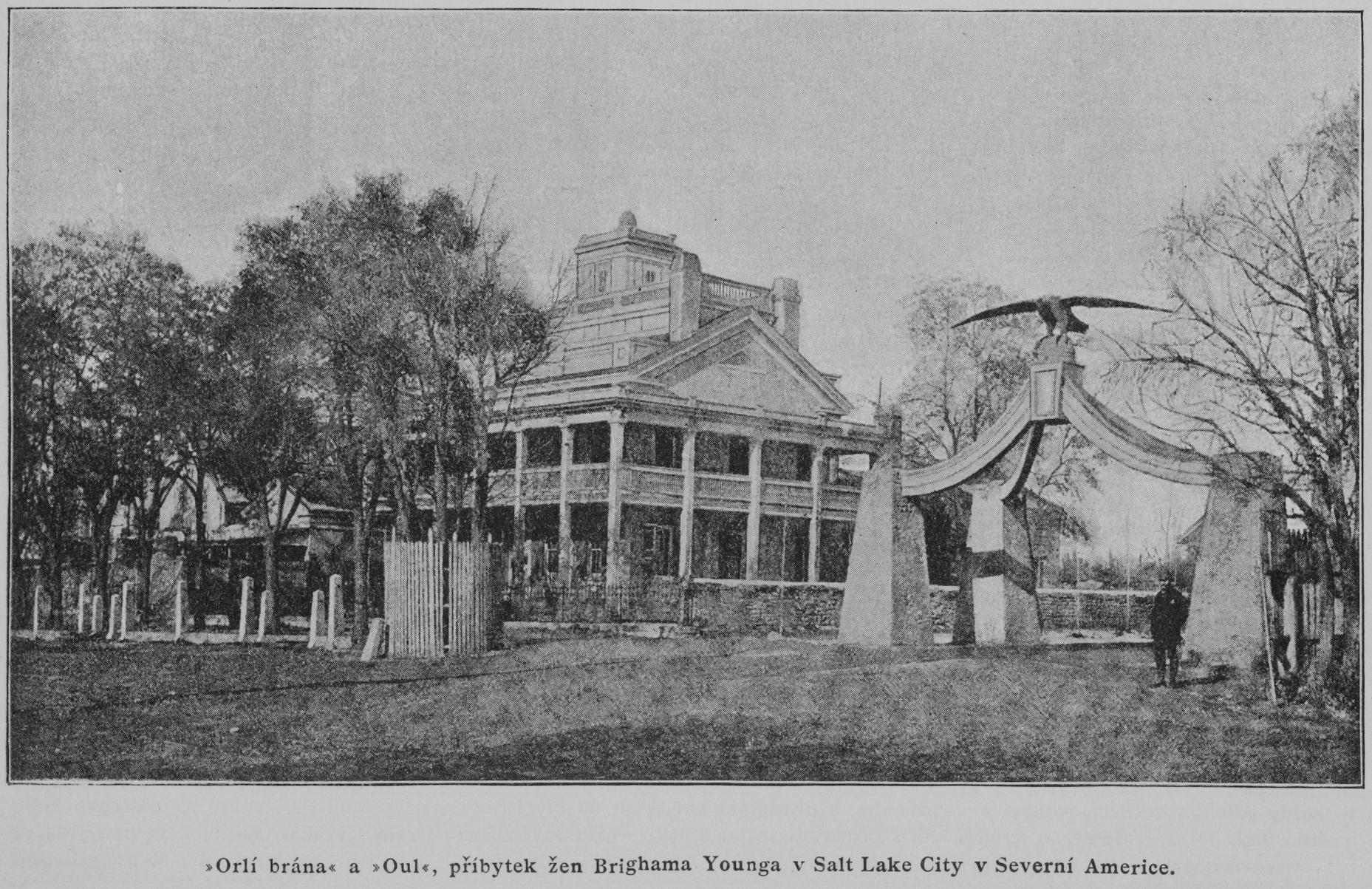
Pavel Albieri: „Orlí brána“ a „Oul“ – příbytek žen Brighama Younga v Salt Lake City v Severní Americe, 1894

## Cesta do Texasu a smrt
Dne 4. října 1901 nastoupil na čtyřtýdenní dovolenou. Hodlal ji využít k poznání Texasu, kde do té doby nebyl, k návštěvě českých přátel i propagaci výrobků Josefa Trinera. V pátek 18. října přijel do města Fayetteville, kde žil český emigrant Václav Pazdral. Dlouze spolu pohovořili, Albieri pak uskutečnil několik obchodních schůzek a krátce se podíval i do nedalekého města New Ulm. Z Fayettevillu odjel 20. října ve 4 hodiny ráno výletním vlakem společnosti MKT s cílem navštívit výstavu ve městě San Antonio. Odtud se měl následujícího dne dopoledne vrátit a pokračovat do Seale (?).

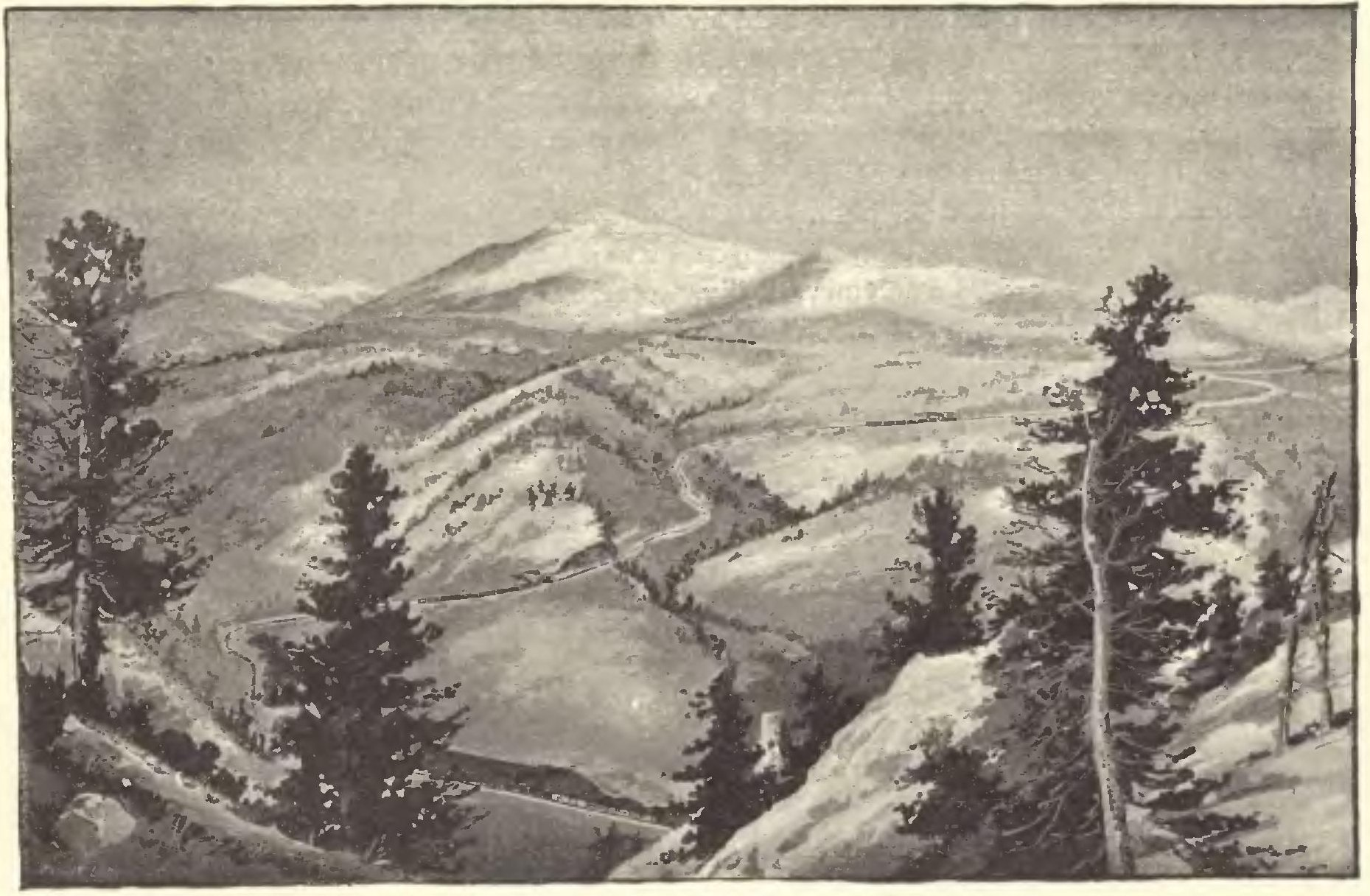
Marshall Pass jak jej lze vidět z vlaku

Výletní vlak, v němž cestoval, zastavil asi 20 minut po půlnoci ve stanici Smithville. Albieri vystoupil a zeptal se na nástupišti železničáře, kdy se předpokládá odjezd. Po odpovědi, že asi za půl hodiny, odešel do restaurace na večeři. Asi tři minuty před odjezdem si všiml, že se jeho vlak dává do pohybu. Vyběhl z budovy a v poslední chvíli naskočil do rozjíždějího se vozu. Tam si ho všiml brzdař a řekl mu, že vagón, do kterého právě nastoupil, se právě odpojuje a zůstane ve stanici. Posunující díl se v té době pohyboval rychlostí 6 – 8 mil za hodinu (asi 10 – 13 km/h). Albieri vyskočil, ale spadl přitom hlavou přímo pod parní lokomotivu. Zemřel na místě. Tento průběh událostí potvrdil před smírčím soudcem železničář na nástupišti (J. S. Mesla) a další tři svědkové.
Ze stanice Smithville byl o nehodě zaslán telegram do nástupní stanice cestujícího (Fayetteville), kde se zprávu dověděl i Václav Pazdral. Ten pak zkontaktoval Josefa Trimera a odjel zařídit potřebné do Smithville. Albieri byl pohřben 25. října na Českém národním hřbitově v Chicagu, v čestné části blízko Klácelova pomníku, za velké účasti amerických Čechů.

## Dílo
Významná je Albieriho novinářská činnost. Týdeník Ratibor, který vydával v letech 1884–89, byl ve své době oceňován pro pečlivost vedení, množství zpráv a pestrý výběr původních povídek a básní, historických článků, zábavných a poučných příspěvků. Po odjezdu do USA se stal v tamní české komunitě známý jako redaktor řady časopisů (viz výše). Do českého tisku zaslal řadu cestopisů a reportáží, v nichž čtenářům přibližoval život v Americe, se zvláštním zaměřením na železnici.
Knižně vydal např.:

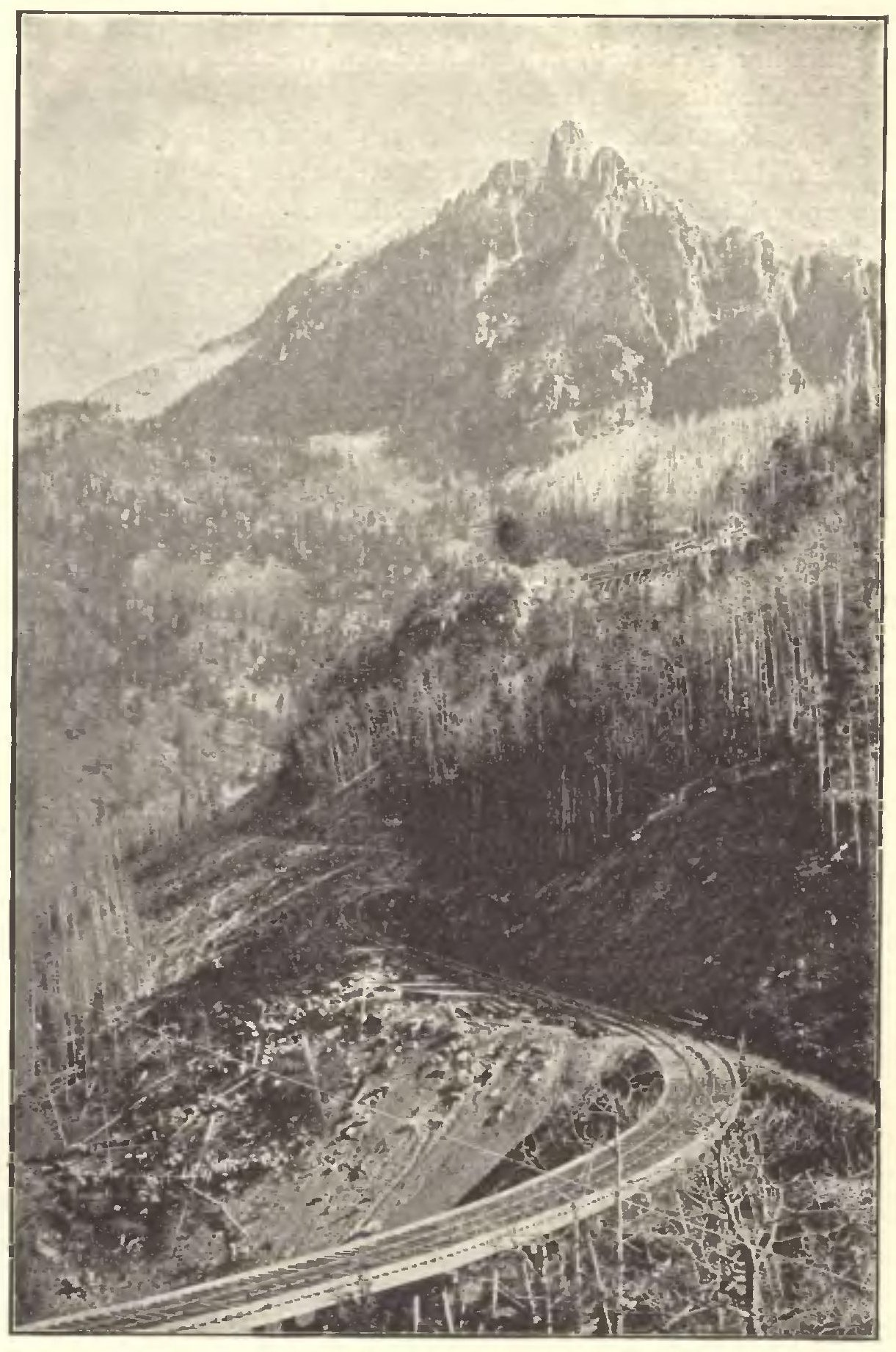
Marshall Pass jak jej lze vidět z vlaku

- Marshall Pass jak jej lze vidět z vlaku1866: Vojenské novelly ze sedmidenního tažení (1882, pro velký zájem reedice 1883). Šest uspořádaných novel bylo některými recenzenty oceňováno jako strhující čtení či dokonce perly válečné poezie,[27] kritika ale vytýkala nedostatečně vypracovanou psychologii, stylistické vady, nevhodné použití slov (např. „tažení“ v názvu místo správnějšího výrazu „válka“) a jazyk příliš ovlivněný německými obraty. Povšimla si také, že se autor nepokusil některé závady v druhém vydání opravit (mimo jiné proto, že ho na to nikdo v tisku neupozornil).[28] Shodně však uznali, že Albieri byl prvním Čechem, který beletristicky zpracoval prusko-rakouskou válku.[28]
- 1848–1866: Rakousko v Italii (1883). Pět vojenských novel. Jedna z nich — Na úpatí Mongibella — vedla roku 1883 k soudnímu sporu o urážku na cti. Právník a spisovatel Václav Řezníček řekl Albierimu v restauraci „U Ježíška“, že to není jeho původní práce, ale plagiát přeložený z cizího jazyka. Albieri se proti tomu ohradil a podal na Řezníčka žalobu. U soudu Řezníček původní tvrzení popřel — prý jen prohlásil, že Albieri použil pro psaní svobodnou látku, kterou někde četl, protože v dějišti díla (na Sicílii) nikdy nebyl. Albieri se s tím spokojil a žalobu stáhl.[29]
- Kukské povídky (1890) — formou dvou povídek přibližuje vybudování lázní Kuks na konci 17. století a jejich pozdější úpadek. Práce vyznívá jako oslava hraběte Šporka a lítost nad jeho nepochopením následujícími generacemi. Děj je jednoduchý a průhledný, líčení všední a nudné. Dílo mělo ve své době určitý význam pro připomenutí nedoceněné regionální historické památky.[30]
- V zajetí Armidy a Když jsme táhli na Paříž (1890), dvě novely z napoleonských válek, vydané společně a mohutně inzerované Vilímkovým nakladatelstvím. Reklama je chválila jako jedny z nejlepších Albieriho prací, napínavé a přitom realistické, s barvitým líčením epizod.[31] Ostré kritice naopak dílo podrobil Bohuslav Čermák. Ocenil vnější vzhled (výpravné provedení, ilustrace Věnceslava Černého), ale samotnou literární práci označil za velmi nepovedenou. Děj je nezajímavý, psychologie jednoduchá, nejsilnějším dojmem je chlad a nuda. Nejlepším doporučením pro čtenáře je, tuto knihu nekupovat, a pro nakladatelství, v budoucnu lépe vybírat autory i díla, aby podobnými pracemi nezkazili pověst celé edice (Vilímkova illustrovaná knihovna rodinná).[32]
- Pod kolem (1896), vojenská novela